# Alaska-Kid

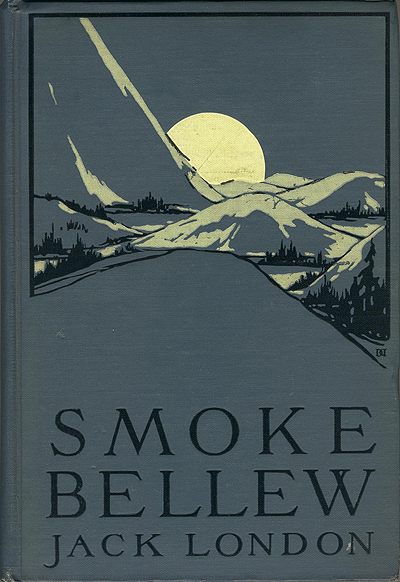
Cover einer Buchausgabe von 1912

Alaska-Kid (englischer Originaltitel: Smoke Bellew) und Kid & Co sind zwei Sammlungen von Erzählungen des US-amerikanischen Schriftstellers Jack London, die 1912 als Serie für den Abdruck in einer Zeitschrift in San Francisco entstanden. Sie handeln von den Abenteuern eines San Franciscoer Zeitungsreporters namens Christopher Bellew während des großen Goldrausches am Klondike River um 1897, der dort unter dem Namen „Smoke Bellew“ bekannt wird. Für diesen im Deutschen nicht sehr gut verständlichen Namen wählte Jack Londons erster deutscher Übersetzer Erwin Magnus den Namen „Alaska Kid“, der dann von den meisten nachfolgenden deutschsprachigen Übersetzern beibehalten wurde. Neben Alaska Kid taucht in allen Geschichten der kleine gewitzte Trapper Jack Short, Shorty oder in einigen Übersetzungen Kurz genannt, auf, der auf dem beschwerlichen Weg zum Klondike sein Freund wird. In etlichen Geschichten spielt auch die schöne Trappertochter Joy Gastell eine Rolle, mit der Kid in ein spannungsvolles Verhältnis kommt. Die Erzählungen haben solchermaßen gewisse innere Verbindungslinien, ergeben aber keinen so stringenten durchkomponierten Kontext, dass man sie unter dem Begriff Roman zusammenfassen könnte. Der Inhalt der Erzählungen ist sichtbar durch Londons eigene Erlebnisse als Goldsucher am Yukon, in Dawson und am Klondike geprägt: Gleich in der ersten Erzählung schildert Jack London äußerst anschaulich die ungeheuren Strapazen, welche die Abenteurer auf sich nehmen mussten, um dorthin zu gelangen. Der junge San Franciscoer Reporter Kid Bellew ist hier unschwer als „alter ego“ des jungen Jack London zu erkennen, der 21-jährig war, als er 1897 in den Norden aufbrach.

## Handlung

### Alaska-Kid
Das Buch beginnt mit einer Erklärung seines Titels: „Ursprünglich hieß er Christoffer Bellew. Als er die Universität besuchte, wurde er zu Chris Bellew. Später bekam er in den Kreisen der San Franziskoer Boheme den Namen Kid Bellew. Und schließlich kannte man ihn nur noch als Alaska-Kid“. Dieser Bellew alias Kid ist der Protagonist des Buches. Auf die Aufforderung eines Freundes hin bewirbt er sich bei der Zeitschrift „Woge“ in San Francisco und erhält auch gleich eine Aufgabe: Er soll eine Fortsetzungsgeschichte über den romantischen Zauber und die Farbenpracht San Franciscos schreiben. (San Francisco ist seit dem Goldrausch in Kalifornien in gewissem Sinne eine Goldgräberstadt und eine der multikulturellsten Städte der USA, siehe dazu Geschichte der Stadt San Francisco.)
O’Hara, der Chefredakteur und Besitzer der „Woge“ behandelt Kid allerdings wie einen Sklaven und lässt ihn, mit dem beständigen Versprechen, das Blatt würde bald Geld einspielen, umsonst arbeiten. So sucht er eine Möglichkeit, um aus San Francisco zu fliehen, um aus dem Einflussbereich O’Haras hinauszukommen. Eines Tages trifft er seinen Onkel John, der ihm vorwirft, grob verweichlicht und kein „Mann“ mehr zu sein. Trotz oder gerade deswegen will Kid John begleiten, als dieser an den Klondike aufbricht.

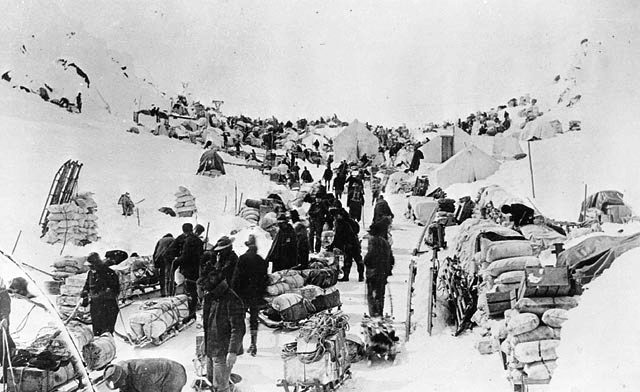
London liefert eine eindrückliche Beschreibung zu diesen Bildern vom Chilkoot Pass: Lager der Goldsucher

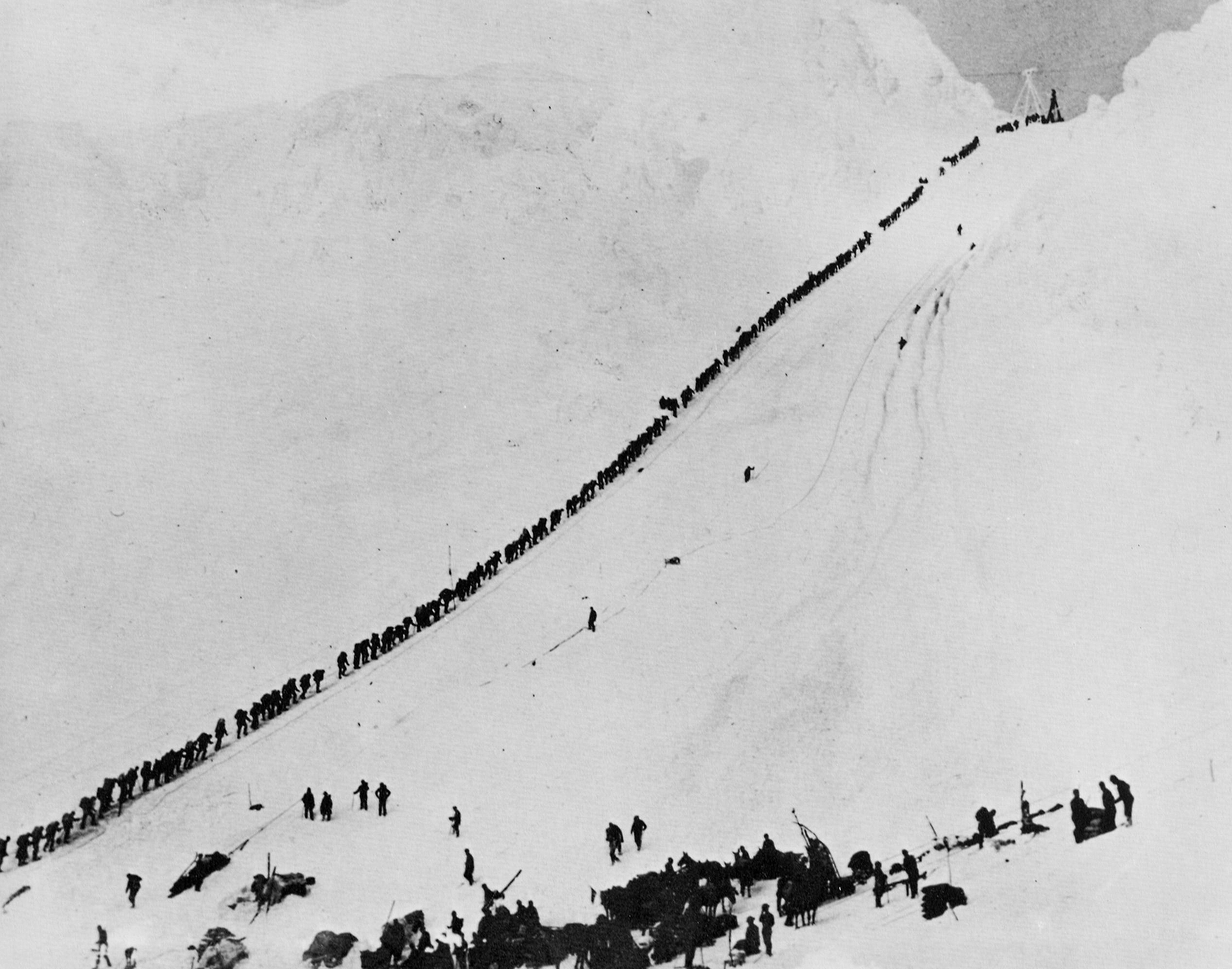
Anstieg auf den Pass. Alle Ausrüstung muss zu Fuß hochgetragen werden

Kid reist per Schiff nach Dyea, von wo die Goldgräber über den Chilkoot Pass ins Hinterland gelangen wollen. Um überhaupt an der Goldsuche teilnehmen zu dürfen, müssen die Goldgräber Ausrüstung und Verpflegung im Umfang von 1000 kg mit sich nehmen. Die Strecke kann nur zu Fuß zurückgelegt werden, und so muss die ganze Ladung in einer Art Stafette Meile für Meile weiterbewegt werden. Kid, der  solche Arbeit überhaupt nicht gewohnt ist, hat zunächst Mühe, die Lasten zu tragen, wird aber mit jeder Meile, die er zurücklegt, kräftiger und härter. Hatte er zunächst die Indianer, die für ansehnliche Preise den Weißen beim Schleppen halfen, nur um ihre Leichtigkeit bewundert, lernt er bald, weshalb sie die viel größeren Lasten ohne Probleme tragen können. Als er auf die Höhe des Chilkoot kommt, wird das Wetter immer schlechter – der arktische Winter steht vor der Tür und bald wird der Pass überhaupt nicht mehr passierbar sein. Außerdem erreichen Kid Berichte, wonach es am Lindeman Lake bald keine Bäume mehr geben wird. Die Goldsucher fällen große Mengen von Bäumen, um daraus Boote für die Reise landeinwärts nach Whitehorse und Dawson zu bauen. Auch Kid reist mit dem Boot weiter. Unterwegs trifft er Jack Short, der sein Freund und Geschäftspartner werden wird. Die Reise durch die gefährlichen Stromschnellen wird sehr genau geschildert.
Als Shorty und Kid in Dawson ankommen, verdingen sie sich zunächst als Jäger und kommen so zu etwas Geld und einem Hundeschlittengespann. Dann, eines Abends, verbreitet sich das Gerücht, es sei am Squaw-Bach Gold gefunden worden. Im Geheimen wollen sie mitten in der Nacht dorthin aufbrechen, „geheim“ ist die Entdeckung aber offenbar überhaupt nicht mehr: Ganze Kolonnen von Goldsuchern befinden sich auf dem Weg. Kid und Shorty sind, da sie im Gegensatz zu vielen der anderen Goldsuchern in den letzten Monaten unterwegs waren, besser trainiert und kommen im Zug weit nach vorne. Mehrere Männer kommen in dieser Nacht, die sich später als die Kälteste jenes Winters herausstellen sollte, durch Erschöpfung oder Erfrierung um. Vor dem Morgengrauen wird das Thermometer in Dawson 70 Grad Fahrenheit unter Null (−57 °C) zeigen. Ganz an der Spitze des Zuges treffen die beiden auf Louis Gastell und seine Tochter Joy, die Kid schon früher kennengelernt hatte und die ihm auch mehr bedeutet als er eigentlich zugeben will. Sie klagt darüber, dass wieder einmal die Chechaquos (Grünschnäbel) das Rennen machen werden und die langjährigen Einwohner Alaskas zu kurz kommen werden. Mit einer List gelingt es ihr jedoch, den Zug auf den falschen Weg zu bringen, wodurch die „Alten“ das Rennen machen. Kid nimmt es ihr nicht einmal übel, obwohl er selber – auch noch durch ein Missgeschick von Shorty in der Dunkelheit – auch leer ausgeht und keinen Claim bekommt.
Danach versuchen sich Kid und Shorty im Spielsalon am Roulette. Shorty ist überzeugt, dass man nur mit einer „Ahnung“ im Roulette erfolgreich sein kann, kommt aber nicht auf einen grünen Zweig. Kid hingegen findet ein offenbar absolut sicheres „System“, mit dem er ziemlich viel Geld gewinnt. Shorty rät ihm dringend, endlich aufzuhören, weil es beim Roulette kein „System“ geben würde und weil er schließlich doch alles verlieren würde. Doch Kid beharrt auf seinem System und gewinnt – zum großen Erstaunen aller Anwesenden – jeden Abend mehr als 3000 Dollar. Als er schließlich die Bank sprengt und vom Spielsalonbetreiber aufgefordert wird, sein System gegen 30.000 Dollar Prämie bekannt zu geben, willigt er ein. Es stellt sich heraus, dass lediglich der von ihm bevorzugte Tisch mit einem deformierten Kreisel ausgestattet war, so dass das Ergebnis vorausgesehen werden konnte. Die ganze Aktion bringt den beiden Partnern die stolze Summe von 70.000 Dollar ein.
Einige Zeit später macht sich Kid allein auf, um den geheimnisvollen „Überraschungssee“ zu finden. Dieser soll – so erzählt man sich – mit Gold ganz angefüllt sein. Im dichten Schneesturm findet er ihn auch tatsächlich, verliert ihn aber auch bald darauf wieder, da er später im Sturm seine Fährte zurück verliert und nicht mehr weiß, wo genau er war. Auf der Rückreise gerät Kid in eine Schießerei, an deren Ende er unschuldig als Mörder dasteht. Seine Version der Geschichte interessiert niemanden, da die Indizien eindeutig scheinen. Während der ziemlich einseitigen Gerichtsverhandlung gelingt Kid allerdings mit Hilfe von Breck, dem er bei der Reise nach Dawson geholfen hatte, und einer List die Flucht.
Ein anderes Mal treffen Kid und Shorty während einer Schlittenreise auf eine Gruppe völlig ausgehungerter Indianer. Ein Wettlauf gegen die Zeit beginnt, um den rund 200 Menschen in möglichst kurzer Zeit genügend Nahrung herbeizuschaffen, damit sie nicht verhungern – zum nächsten Ort sind es 5 Tagesreisen. Als Kid ins Dorf kommt, um dort nach Hilfe zu rufen, sind alle sofort bereit und spenden beträchtliche Beträge, um Nahrungsmittel für die Indianer kaufen zu können. – alle bis auf einen, der erstaunlicherweise selber Indianer ist. Es dauert seine Zeit, bis Kid begreift, dass dieser einfach nicht verstanden hat, dass der Weiße Mann, sonst Bestie, die die Seele für Gold verkauft, auch einmal über seinen Schatten springen kann. Im letzten Kapitel schließlich liefert sich Kid mit einer Reihe weiterer Goldsucher ein Schlittenrennen um die Eintragung eines Claims, in dem er letztlich durch Unterstützung von Joy Gastell zeitgleich mit seinem Hauptkonkurrenten das Ziel erreicht und so Teilhaber des Claims wird.

### Kid & Co
In Kid & Co besteht die Handlung, wie gegen Ende von Alaska Kid auch, vorwiegend aus einzelnen, relativ unabhängigen Episoden aus dem Leben zweier Goldgräber.
Kid und Shorty entdecken ein Dorf, in dem geheimnisvolle Dinge vor sich gehen. Außerhalb des Dorfes liegen mehrere Tote, im Dorf sind alle trotz voller und reichhaltiger Speisekammern an Skorbut erkrankt. Eine Wahrsagerin leitet das Dorf, sie predigt die Faulheit, und so führen sich die Leute auch auf – im ganzen Dorf herrscht Unordnung und die Leute liegen nur stöhnend in ihren Betten. Die beiden finden, dass Bewegung gegen den Skorbut helfen muss und zwingen die Kranken zur Arbeit. Leider bessert sich die Lage dadurch aber nicht und immer mehr Leute sterben. Schließlich finden sie beim einzigen Dorfbewohner, der nicht krank geworden war, was ihnen als einziges wirksames Mittel gegen die Krankheit bekannt war: Kartoffeln.
In einer weiteren Episode spekulieren Kid und Shorty mit Eiern. Die Sache geht aber gehörig schief und sie ernten nur Spott und Hohn. Zu spät hatte Kid begriffen, dass es sich um einen abgekarteten Scherz auf ihre Kosten handelte, den der Käufer Wild Water ausgeheckt hatte, um in der ereignisarmen Zeit Dawson eine Sensation zu bieten. Im nächsten Kapitel spekuliert Kid dann mit Grundstücken. Diesmal kann er sich an dem Initiator des Eierhandels revanchieren. Er kauft mehrere Parzellen auf der anderen Seite des Yukon River und verhält sich so, dass ganz Dawson glaubt, er habe dort Gold gefunden. Die Goldgräber fallen auf die Lockvogel-Aktion herein und Kid gründet für die eigentlich wertlosen Grundstücke eine Aktiengesellschaft und verkauft die Aktien. Schließlich erreicht er sein Ziel. Später in der Nacht erwirbt Wild Water eine große Menge zusätzlicher Aktien zu einem deutlich höheren Preis. Am nächsten Morgen offenbart Kid seinen Plan. Vom Gewinn der zusätzlich gekauften Aktien entschädigt er sich und Shorty für den Eierhandel, die Restsumme aus den Aktien der Goldgräber wird an das Krankenhaus von Dawson gespendet, wobei er anbietet, die gespendeten Beträge auf Antrag zu ersetzen.
Ein anderes Mal finden sich Kid und Shorty in Gefangenschaft eines Indianerstammes, dessen Anführer ein Weißer ist. Dieser will sie bei sich behalten, damit niemand jemals etwas von diesem Stamm erfährt. Shorty kann fliehen, wobei er einen der jungen Männer tötet. Später flieht auch Kid mit Labiskwee, der Tochter des Anführers, die sich in ihn verliebt hat, sowie einem dritten, der dort gefangen gehalten worden war. Die Flucht dauert viele Tage. Kälte, Erschöpfung, Hunger und die Folgen von Sonnenbrand und Schneeblindheit setzen ihnen zu. Schließlich sterben die Verfolger und auch der dritte Mann, der sich als Feigling entpuppt hatte, in einem Eissturm. Kid und Labiskwee setzen ihre Flucht fort, doch auch die Frau stirbt. Als Kid endlich den Klondike erreicht, begegnet er zu seinem großen Erstaunen als erstem Shorty, der nach ihn gesucht hatte. Trotz seiner Schwäche drängt Kid auf die sofortige Abreise, denn er hat endlich begriffen, wie wichtig ihm Joy Gastell ist, die in Dawson auf ihn wartet.

## Hintergrund

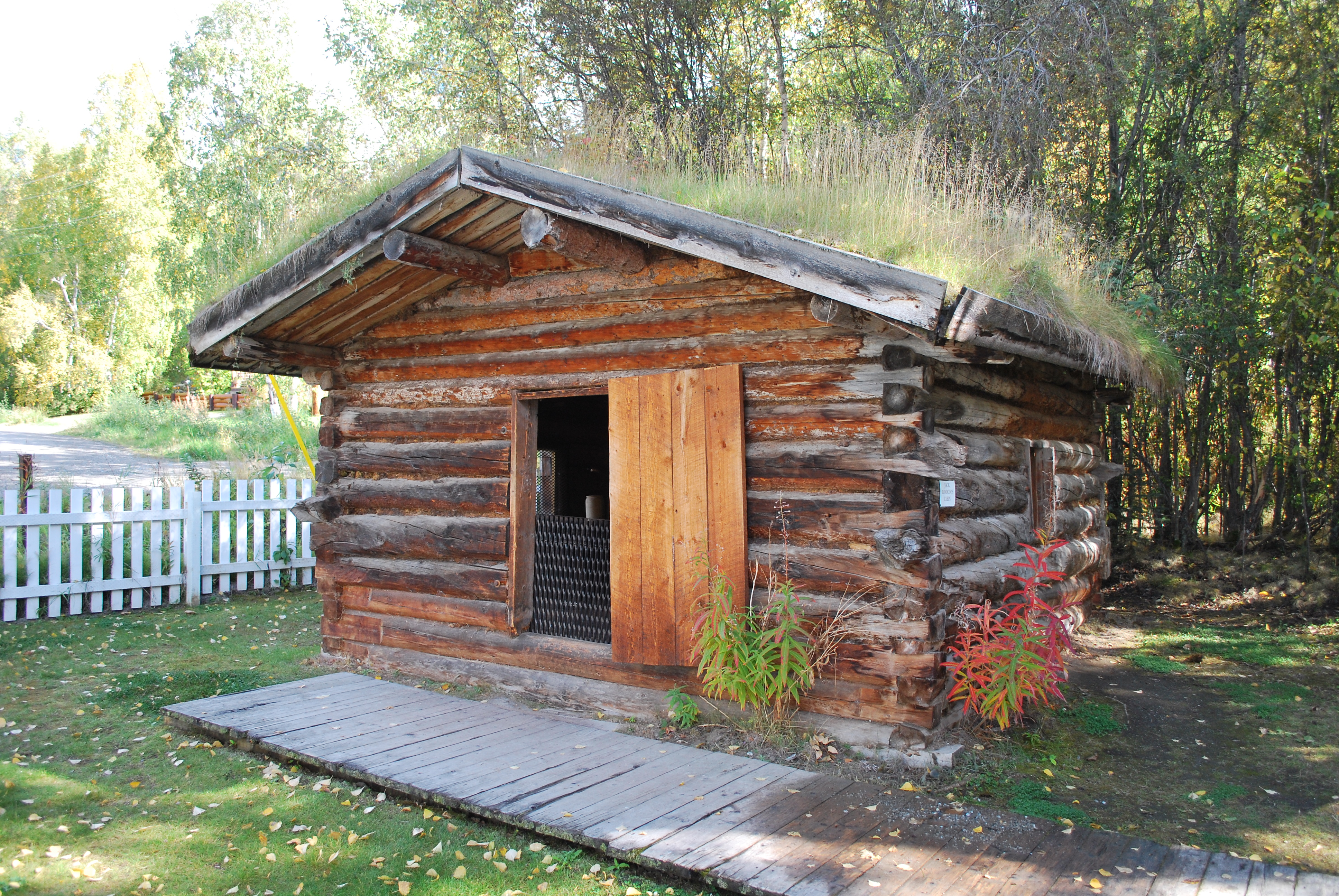
Jack Londons Hütte kann noch heute in Dawson besichtigt werden.

Das Buch beschreibt recht eindrücklich das Leben der Goldgräber während des großen Goldrausches am Klondike River nach 1896. Der Schriftsteller Jack London stellt das Leben und die Umgebung sehr detailliert und realistisch dar, denn er hatte selber einige Zeit in der Goldgräberstadt Dawson (heutiges Yukon-Territorium von Kanada, an der Grenze zu Alaska) verbracht. Klar wird auch, dass zwar einige im Goldrausch reich wurden, viele aber auch komplett alles verloren haben. Viele Goldsucher waren dem arktischen Winter nicht gewachsen und sind in der eisigen Kälte erfroren. Die Januar-Durchschnittstemperatur in Dawson beträgt −26,7 Grad Celsius, mit Extremwerten deutlich darunter.
Im Lucky-Luke-Band „Am Klondike“ wird das Werk Londons persifliert. Der junge Schriftsteller Jack London taucht nach der Überquerung des Chilkoot auf und meint, dass er jetzt bereits genug zu schreiben habe, um wieder nach Hause zurückzukehren – den Rest würde er erfinden. Tatsächlich sind die Kapitel am Anfang des Buches noch sehr realistisch, während sie später mehr und mehr ins Fantastische abdriften.

## Verfilmungen
Das Werk wurde mehrfach verfilmt, unter anderem in der deutsch-sowjetisch-polnischen Fernsehserie Alaska Kid und dem DDR-Spielfilm Kit & Co.

## Hörbuch
Beide Bücher wurden vom Verlag Lilyla als komplette Lesungen veröffentlicht, gesprochen von Stefan Senf.